# 1,1,1,2,3,3,3-七氟丙烷
1,1,1,2,3,3,3-七氟丙烷，亦稱HFC-227、HFC-227ea、FM200或HFP，是無色無味的氣態氟代烃，微溶於水，是製造滅火劑的常見材料。
除了滅火劑，七氟丙烷亦可作為發射火箭的濕劑（propellant）或是使用在配藥測量的藥量吸入器，例如在哮喘療程使用的吸入器。

## 化學特性
由於七氟丙烷不含有氯或溴，不會对大气臭氧層发生破坏作用，所以被採用來替換對環境危害的海龍1301和海龍1211來作為滅火劑的原料。七氟丙烷在大氣中的生命周期約為31年到42年間，而且在釋出後不會留下殘餘物或油漬，亦可透過正常排氣通道排走，所以很適合作為數據中心或伺服器存放中心的滅火劑。通常這些地方都會把一罐含有壓縮了的七氟丙烷的罐安裝在樓層頂部，當火警發生時，七氟丙烷從罐的出氣口釋出，迅速把火警發生場所的氧氣排走並冷卻火警發生處，從而達到滅火的目的，如：香港的鐵路站訊號系統機房、數據中心或伺服器存放中心大都安裝了使用HFC-227ea的自動滅火裝置。
七氟丙烷雖然在室溫下比較穩定，但在高溫下仍然會分解，並產生氟化氫，散發出刺鼻的味道。其他燃燒產物還包括一氧化碳和二氧化碳。

## 外部連結
- 七氟丙烷的MSDS（页面存档备份，存于）
- 七氟丙烷的MSDS